# 阳西站
阳西站位于中华人民共和国广东省阳江市阳西县织篢镇联安村，是深湛铁路的火车站，于2018年7月1日通车启用。

## 车站结构
阳西站为线侧式旅客车站，站场规模2台5线，设有一座侧式站台和一座岛式站台。
| 地上二层 | 3站台    | 深湛铁路 西丽方向（下站：阳江）   |  |  |
|          | 岛式站台 |                                   |  |  |
|          | 2站台    | 深湛铁路 西丽方向（下站：阳江）   |  |  |
|          |          | 深湛铁路 西丽方向正线             |  |  |
|          |          | 深湛铁路 湛江西方向正线           |  |  |
|          | 1站台    | 深湛铁路 湛江西方向（下站：马踏） |  |  |
|          | 侧式站台 |                                   |  |  |
|          | 站厅     | 候车区                            |  |  |
| 地面     | 通道     | 来往两侧站台                      |  |  |
|          | 站厅     | 售票处、安检设施、进出站口        |  |  |

## 未来发展
建设中的广湛高速铁路将经过阳西站。广湛高铁原计划仅为预留未来增设阳西站的条件，后在阳西县政府的争取下，铁路部门原则同意将本站调整为同步建设车站，待继续完成行政审批流程。阳西站广湛场规模为2台4线，并在车站两端预留建设广湛高铁与深湛铁路联络线的条件。